# Giganteopalpus
Giganteopalpus é um gênero de mariposa pertencente à família Sphingidae.